# Lantana reticulata
Lantana reticulata là một loài thực vật có hoa trong họ Cỏ roi ngựa. Loài này được Pers. mô tả khoa học đầu tiên năm 1806.